# Sobralia labiata
Sobralia labiata là một loài thực vật có hoa trong họ Lan. Loài này được Warsz. & Rchb.f. miêu tả khoa học đầu tiên năm 1852.